# Lu Jiaxi (Tennisspielerin)
Lu Jiaxi (chinesisch 郭涵煜, Pinyin Lu Jiaxi, Aussprache: [kwó xǎn ŷ]; * 3. März 1997) ist eine chinesische Tennisspielerin.

## Karriere
Lu Jiaxi spielt hauptsächlich Turniere auf der ITF Women’s World Tennis Tour, auf der sie zwei Titel im Einzel und vier Doppeltitel gewinnen konnte.

## Turniersiege

### Einzel
| Nr. | Datum            | Turnier  | Kategorie | Belag        | Finalgegnerin | Ergebnis  |
| --- | ---------------- | -------- | --------- | ------------ | ------------- | --------- |
| 1.  | 24. Februar 2019 | Nanchang | ITF W15   | Sand (Halle) | Mei Yamaguchi | 7:63, 6:2 |
| 2.  | 3. März 2019     | Nanchang | ITF W15   | Sand (Halle) | Guo Hanyu     | 7:64, 6:3 |

### Doppel
| Nr. | Datum              | Turnier             | Kategorie   | Belag     | Partnerin       | Finalgegnerinnen                        | Ergebnis          |
| --- | ------------------ | ------------------- | ----------- | --------- | --------------- | --------------------------------------- | ----------------- |
| 1.  | 19. September 2015 | Scharm asch-Schaich | ITF $10.000 | Hartplatz | Brenda Njuki    | Freya Christie Jaqueline Cristian       | 4:6, 7:64, [10:5] |
| 2.  | 26. September 2015 | Scharm asch-Schaich | ITF $10.000 | Hartplatz | Martina Přádová | Lizaveta Hancharova Anna Maria Procacci | 7:5, 7:5          |
| 3.  | 25. Juni 2016      | Anning              | ITF $10.000 | Sand      | Guo Hanyu       | Sheng Yuqi Xin Yuan                     | 6:3, 6:4          |
| 4.  | 15. September 2018 | Anning              | ITF $15.000 | Sand      | Liu Si Qi       | Dong Hongding Sun Ziyue                 | 5:7, 6:4, [10:8]  |